# الحزم (شبام)

'

تعديل مصدري - تعديل

الحزم هي إحدى قرى عزلة شبام بمديرية شبام التابعة لمحافظة حضرموت، بلغ تعداد سكانها 1904 نسمة حسب تعداد اليمن لعام 2004.